# Cotton (Familienname)
Cotton ist ein englischer Familienname.

## Namensträger
- Aimé Cotton (1869–1951), französischer Physiker
- Annie Cotton (* 1975), kanadische Sängerin und Schauspielerin
- Antony Cotton (* 1975), britischer Schauspieler
- Anthony J. Cotton, US-amerikanischer General
- Arthur Disbrowe Cotton (1879–1962), britischer Botaniker
- Aylett R. Cotton (1826–1912), US-amerikanischer Politiker
- Ben Cotton (* 1975), kanadischer Schauspieler
- Billy Cotton (1899–1969), britischer Bandleader, Entertainer und Automobilrennfahrer
- Bryce Cotton (* 1992), US-amerikanischer Basketballspieler
- Charles Cotton (Dichter) (1630–1687), englischer Dichter
- Charles Cotton (Fußballspieler) (1878–??), englischer Fußballspieler
- Charles Cotton (Geologe) (1885–1970), neuseeländischer Geologe
- Charles L. Cotton (* 1949), US-amerikanischer Rechtsanwalt und Waffenrechtsaktivist
- Dallas Cotton (* 1994), US-amerikanischer Elektronikmusiker siehe Yung Bae
- Dany Cotton (* 1969), britische Feuerwehrfrau
- Darryl Cotton (1949–2012), australischer Sänger, Schauspieler und Moderator
- Dodmore Cotton (1600–1628), britischer Diplomat
- Dorothy Cotton (1930–2018), US-amerikanische Bürgerrechtlerin
- Eugénie Cotton (1881–1967), französische Naturwissenschaftlerin und Frauenpolitikerin
- Fearne Cotton (* 1981), britische Fernsehmoderatorin und Radio-DJ
- Francis Ridgley Cotton (1895–1960), US-amerikanischer Geistlicher, Bischof von Owensboro
- Fran Cotton (* 1947), englischer Rugbyspieler
- Frank Cotton (1890–1955), australischer Sportwissenschaftler und Physiologe
- Frank Albert Cotton (1930–2007), US-amerikanischer Chemiker
- Hannah M. Cotton (* 1946), israelische Epigraphikerin und Althistorikerin
- Henry Cotton (Bischof), Bischof von Salisbury
- Henry Cotton (Richter) (1821–1892), britischer Jurist
- Henry Cotton (Politiker) (1845–1915), britisch-indischer Politiker
- Henry Cotton (Mediziner) (1876–1933), US-amerikanischer Psychiater
- Henry Cotton (Golfspieler) (1907–1987), englischer Golfspieler
- James Cotton (1935–2017), US-amerikanischer Mundharmonikaspieler und Sänger
- James Cotton (Basketballspieler) (* 1975), US-amerikanischer Basketballspieler
- James Cotton (Footballspieler) (* 1976), US-amerikanischer American- und Canadian-Football-Spieler
- Jeff Cotton (* 1948), US-amerikanischer Gitarrist
- Jeffery Cotton (1957–2013), US-amerikanischer Komponist, Schriftsteller und Programmierer
- John Cotton (1585–1652), englischer Geistlicher und Theologe
- Mary Ann Cotton (1832–1873), britische Serienmörderin
- Mason Vale Cotton (* 2002), US-amerikanischer Schauspieler
- Maxwell Perry Cotton (* 2000), US-amerikanischer Schauspieler
- Michelle Cotton (* 1977), britische Kuratorin und Kunsthistorikerin
- Molly Cotton (1902–1984), britische Archäologin
- Norris Cotton (1900–1989), US-amerikanischer Politiker
- Olive Cotton (1911–2003), australische Fotografin
- Paul Cotton (* 1939), US-amerikanischer Künstler
- René Cotton (1914–1971), französischer Skiläufer, Automobilrennfahrer und Sportmanager
- Robert Cotton (Politiker) (1644–1717), britischer Politiker
- Robert Bruce Cotton (1571–1631), britischer Politiker und Bibliotheksgründer
- Samuel Cotton (1947–2003), US-amerikanischer Antisklaverei-Aktivist
- Shirley Cotton (1934–2022), australische Leichtathletin
- Sidney Cotton (1894–1969), australischer Pilot, Spion und Fotograf
- Stapleton Cotton, 1. Viscount Combermere (1773–1865), britischer Feldmarschall
- Sydney J. Cotton, britischer General
- Sylvester Cotton, US-amerikanischer Bluesmusiker
- Tekele Cotton (* 1993), US-amerikanischer Basketballspieler
- Tom Cotton (* 1977), US-amerikanischer Politiker
- William Cotton (Bischof) († 1621), englischer Geistlicher, Bischof von Exeter
- William Cotton (Bankier) (1786–1866), englischer Erfinder, Bankier und Philanthrop
- William Cotton (Erfinder) (1819–1887), britischer Erfinder der Cottonmaschine
- William Charles Cotton (1813–1879), anglikanischer Priester, Missionar und Imker
- William R. Cotton (* 1940), US-amerikanischer Meteorologe
- Willoughby Cotton (1783–1860), britischer General

## Fiktive Personen
- Jerry Cotton, Titelheld der gleichnamigen Krimiserie